# Caenopsella meridies
Caenopsella meridies is een haft uit de familie Caenidae. De wetenschappelijke naam van de soort is voor het eerst geldig gepubliceerd in 1977 door Gillies.
De soort komt voor in het Afrotropisch gebied.